# La belle jardinière
La belle jardinière (Nederlands: De mooie tuinvrouw) is een schilderij van Rafaël uit circa 1507-08. Het staat ook bekend als Madonna met kind en de kleine Johannes de Doper (Frans: La Vierge à l'Enfant avec le petit saint Jean Baptiste). Het werk maakt deel uit van de collectie van het Louvre in Parijs, waar het te zien is in de Grande Galerie.

## Herkomst
De opdrachtgever van La belle jardinière is niet meer met zekerheid vast te stellen. Ook is het niet bekend hoe het schilderij in Frankrijk terecht is gekomen. Mogelijk heeft Frans I het laten kopen.
De gebruikelijke naam van het schilderij, die verwijst naar de schoonheid van Maria, zittend in een weiland dat op een tuin lijkt, is rond 1720 bedacht door de graveur Pierre-Jean Mariette.

## Voorstelling
Maria zit op een rots, met links naast haar Jezus, die op haar voet staat en tegen haar benen leunt. Rechts knielt Johannes de Doper met een kruis in zijn rechterhand. Hij kijkt Jezus indringend aan. Op de achtergrond strekt zich een landschap uit, met links een meer en bergen, rechts een dorp waarvan de daken en de klokkentoren te zien zijn. Op de voorgrond omlijsten planten de blote voeten van de drie figuren.   
De horizon bevindt zich iets boven het midden van het schilderij en loopt door de gordel van Maria, die gekleed is in een rood gewaad en een donkerblauwe mantel die in grote plooien valt. Een fijne sluier omhult haar gezicht. Ze kijkt naar haar zoon die zijn linkerarm uitstrekt om het boek te pakken dat op haar onderarm rust. Alle personages hebben een aureool dat beperkt is tot een subtiele lijn.
Het kruis van Johannes de Doper kan gelezen worden als een verwijzing naar het lijden van Christus, net zoals het boek dat op Maria's arm ligt. Ook de akelei in de weide verwijst hiernaar.
Rafaël bestudeerde de werken van Leonardo da Vinci, Michelangelo en Fra Bartolommeo tijdens zijn verblijf in Florence. De piramidevormige compositie, waarbij de hoofdrolspelers met elkaar verbonden zijn door blikken en gebaren, is duidelijk afgeleid van Leonardo, bijvoorbeeld van zijn Maria met kind en Sint-Anna. Ook de bruine aarde, bezaaid met gedetailleerde weergegeven plantensoorten en de monochrome weergave van het landschap op de achtergrond doen aan Leonardo denken. 
De houding van Jezus die op het been van zijn moeder leunt, is terug te vinden bij Michelangelo’s Madonna met kind in Brugge. De aanwezigheid van een klein stedelijk landschap aan de rechterkant duidt op Raphaëls interesse in de Vlaamse schilderkunst, in het bijzonder Memling. Stilistisch en thematisch is La belle jardinière sterk verbonden met de Madonna van de weide en de Madonna met de distelvink, die de kunstenaar iets eerder gemaakt had in Florence.

## Afbeeldingen

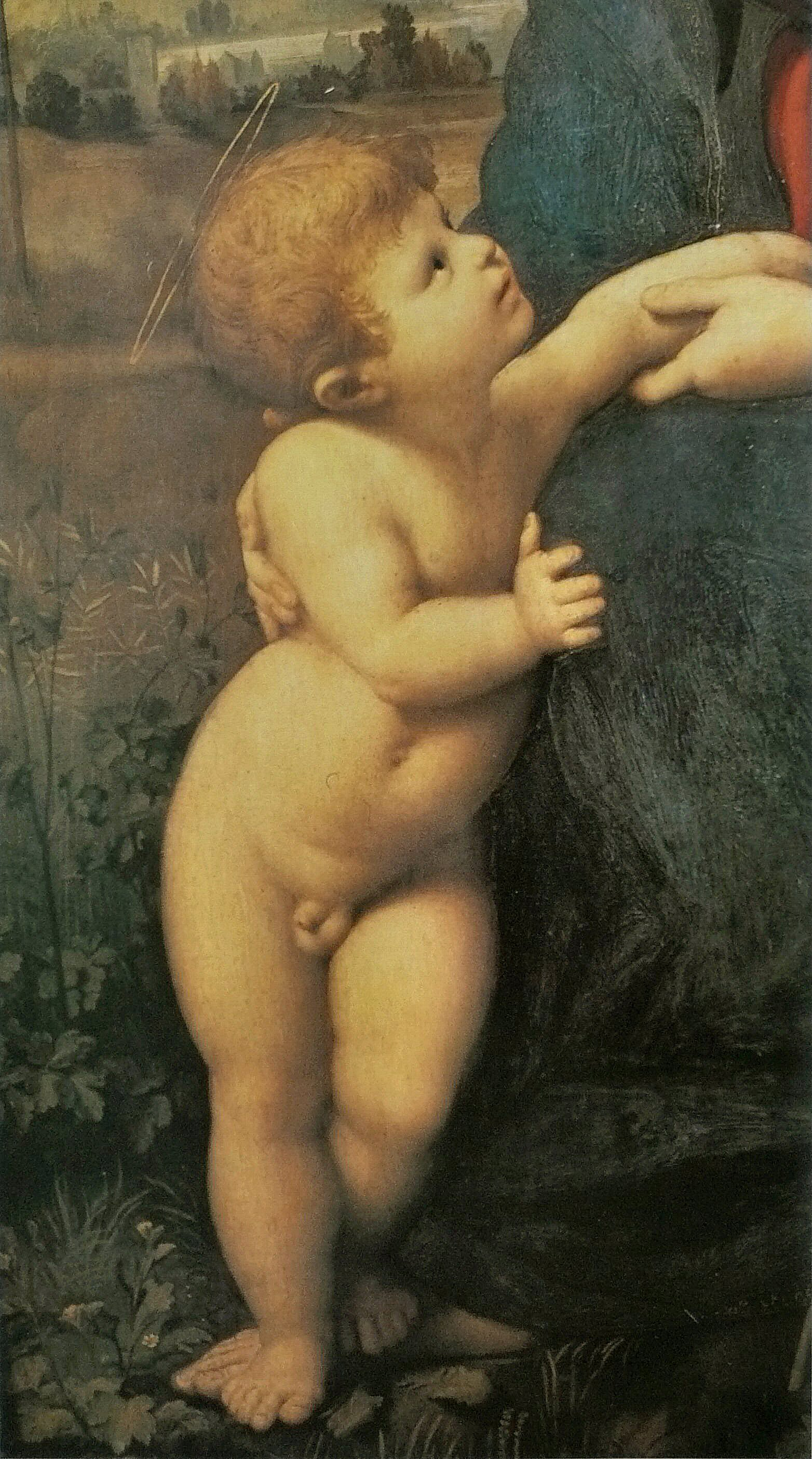
Detail
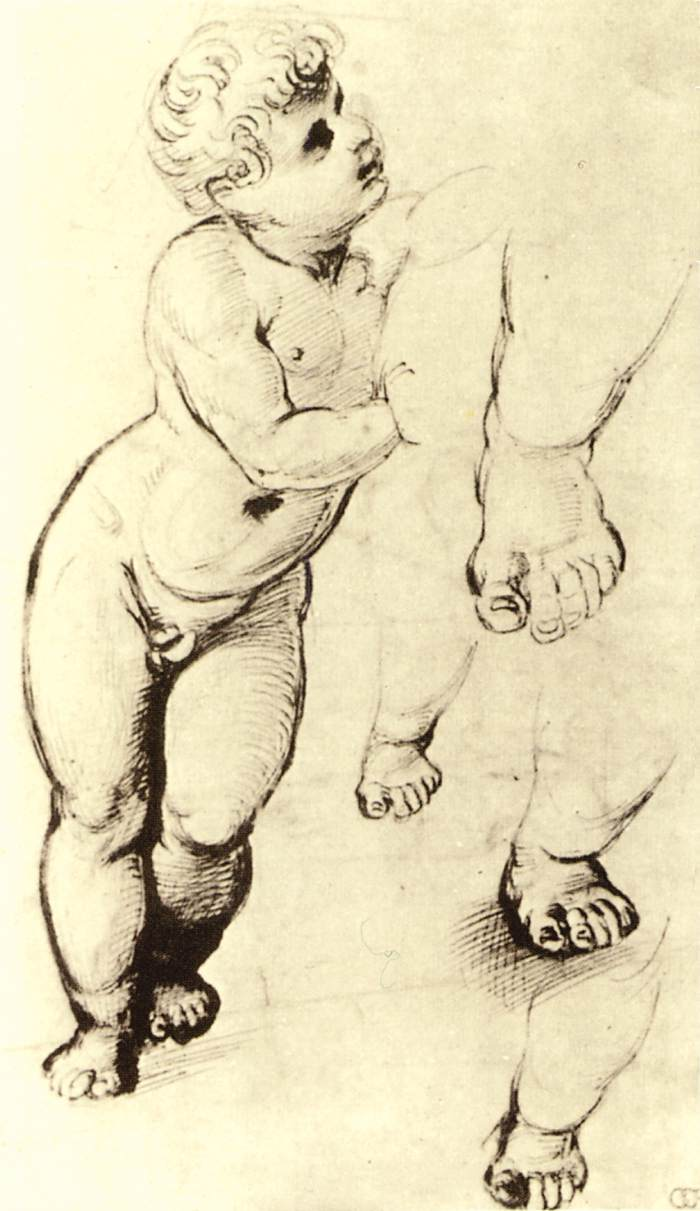
Voorbereidende schets
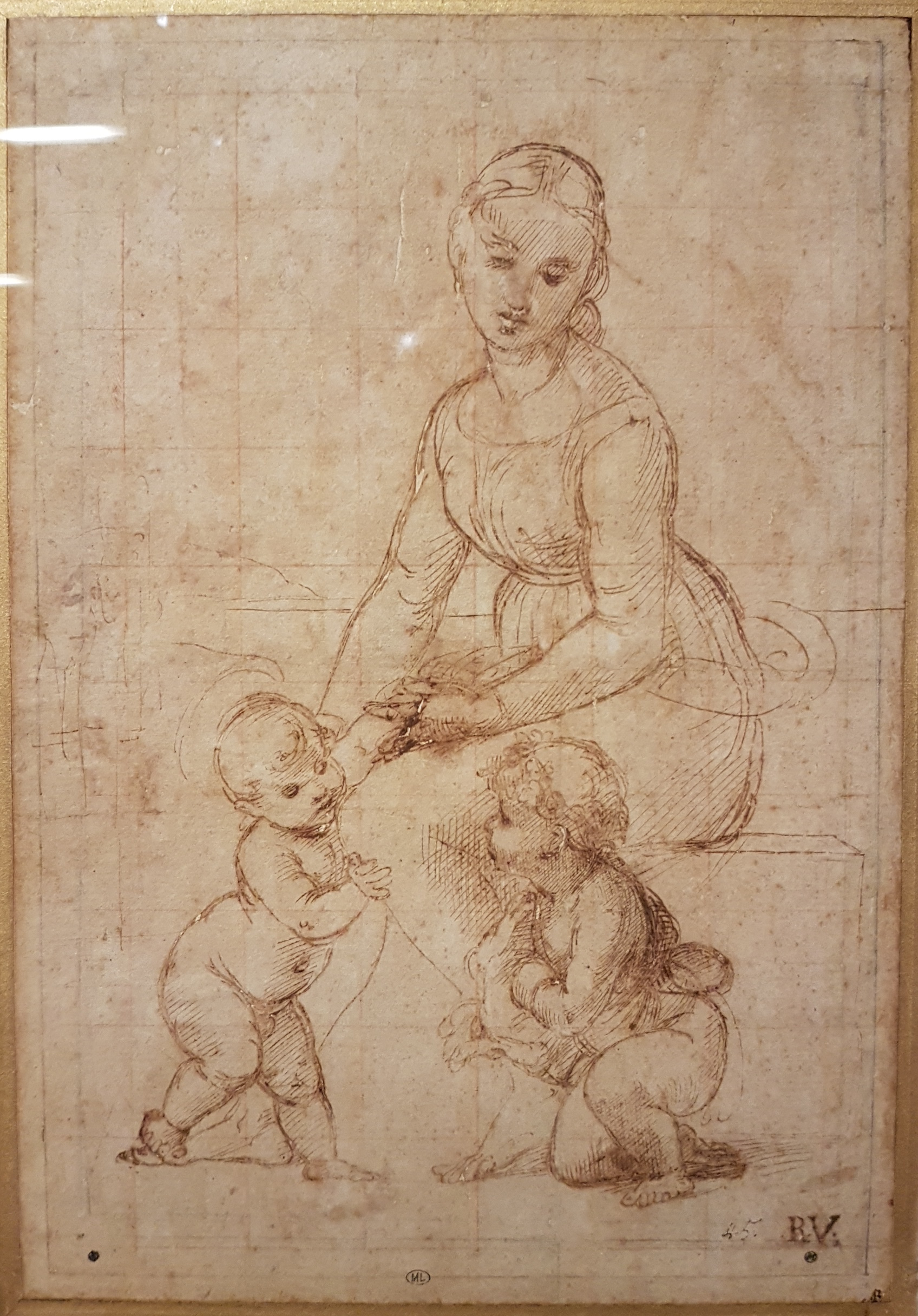
Voorbereidende schets
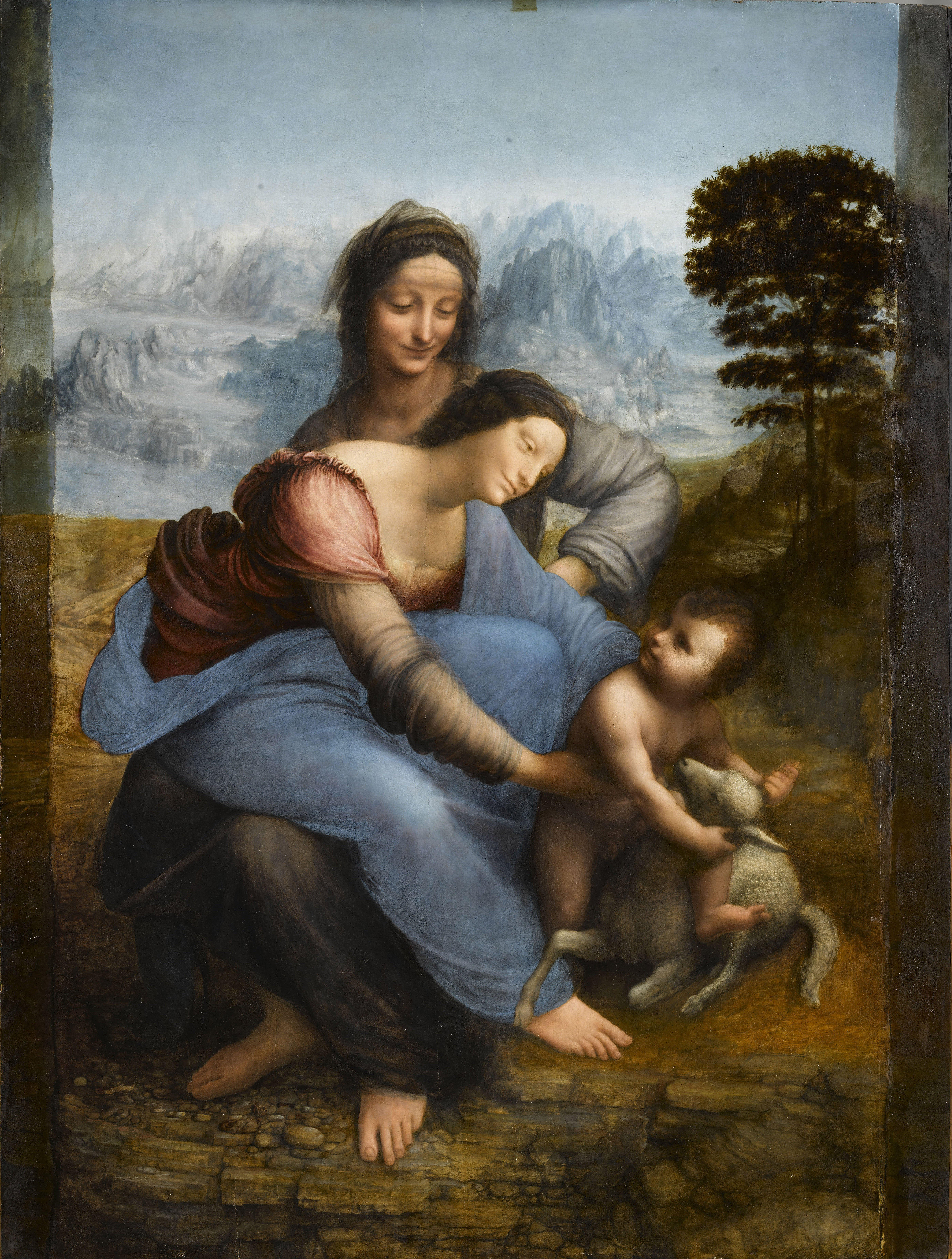
Maria met kind en Sint-Anna - Leonardo da Vinci
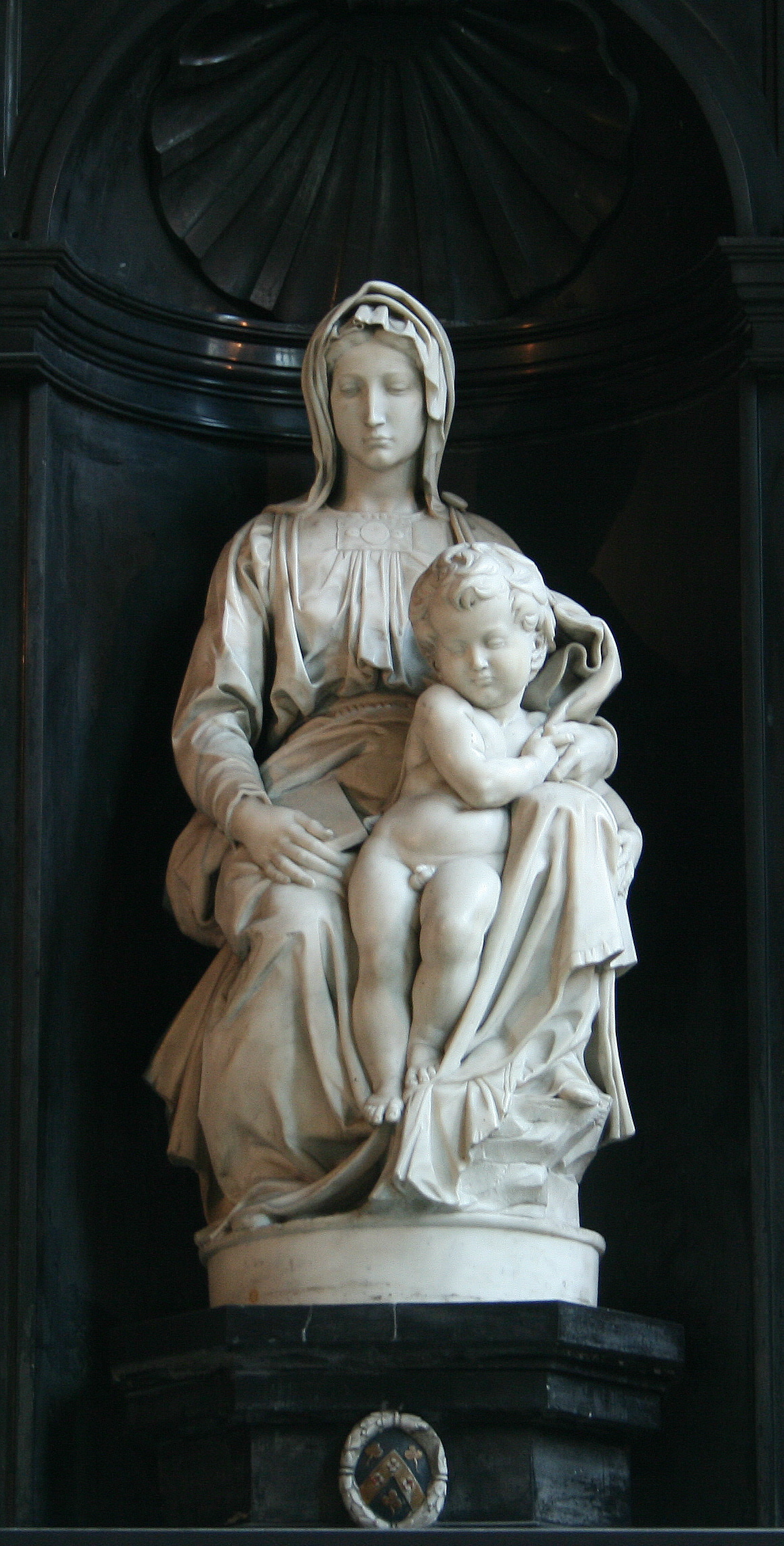
Madonna met kind - Michelangelo
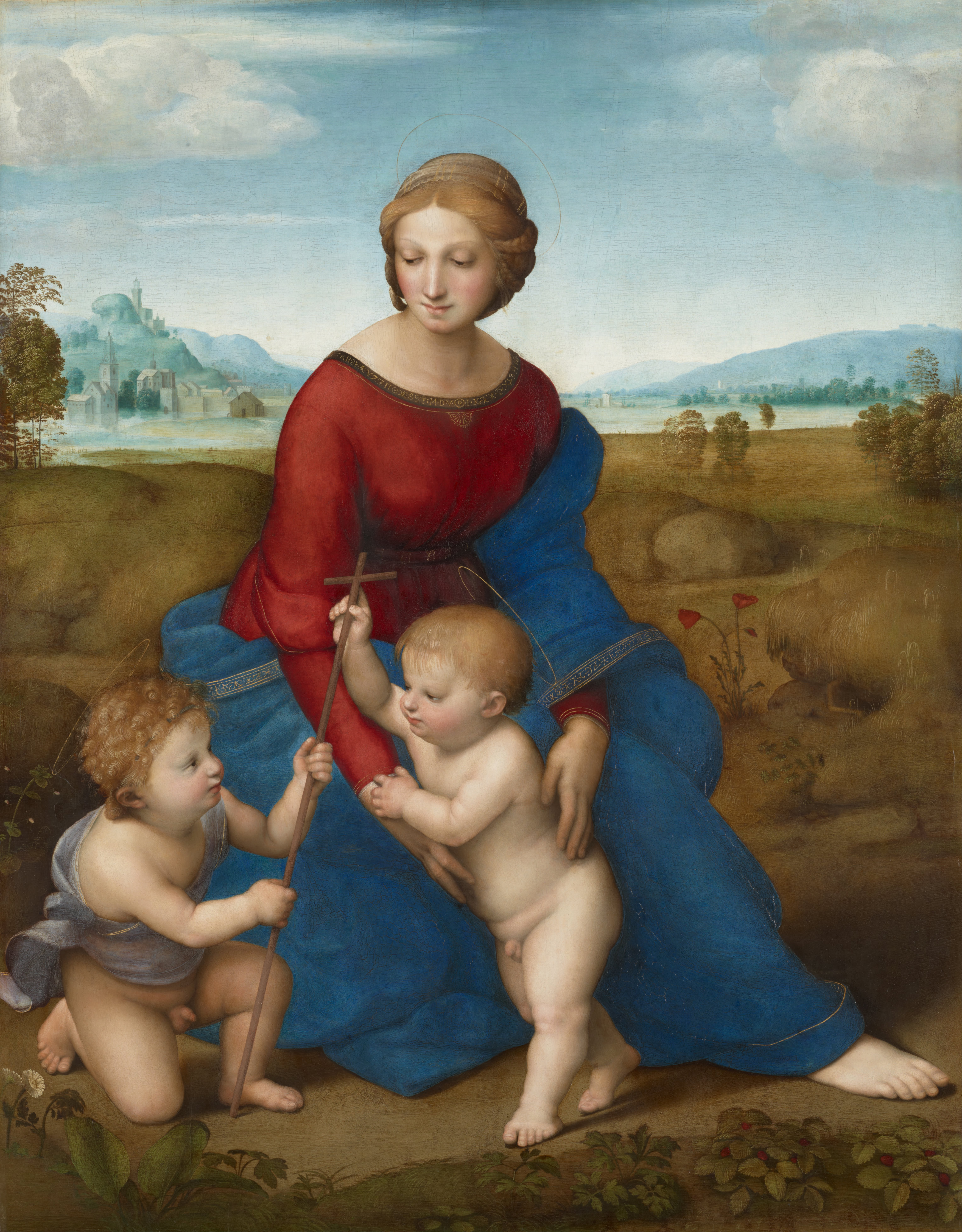
Madonna van de weide
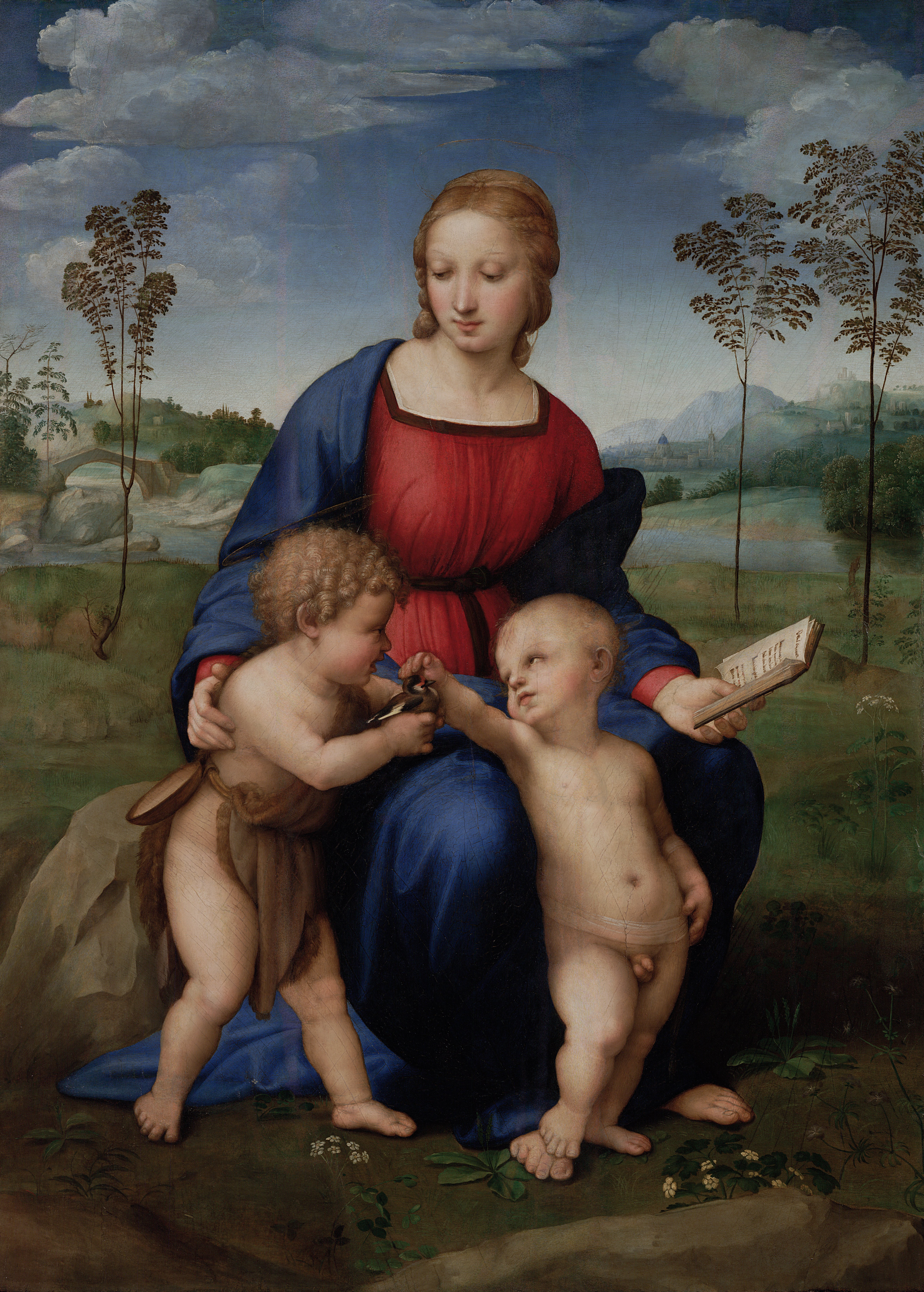
Madonna met de distelvink